# Бриндис де Салас, Клаудио Хосе
Клаудио Хосе Доминго Бриндис де Салас и Гарридо (исп. Claudio José Domingo Brindis de Salas y Garrido; 4 августа 1852 года, Гавана,  Куба — 1 июня 1911 года, Буэнос-Айрес, Аргентина) — кубинский скрипач—виртуоз, прозванный «Чёрным Паганини» и «королём октав».

## Биография
Клаудио Хосе Бриндис де Салас и Гарридо родился в Гаване 4 августа 1852 года. Его отец Клаудио Бриндис де Салас был скрипачом и руководил джазовым оркестром «Золотая ракушка».Начальное музыкальное образование получил у своего отца. Затем продолжил обучение игре на скрипке у Хосе Редондо и Хосе ван дер Гутча. С последним в качестве аккомпаниатора он дал свой первый публичный концерт в Гаване в 1863 году в возрасте десяти лет. Ещё одним аккомпаниатором музыканта был Игнасио Сервантес.
В 1864 году Клаудио Хосе гастролировал с отцом и братом Хосе дель Росарио в кубинских городах Матансас, Карденас, Сьенфуэгос и Гуинес; в 1869 году в Веракрусе  в Мексике. Затем приехал в Париж, где обучался у Юбер Леонара и Шарля Данкла. Поступил в Парижскую консерваторию, где в 1871 году выиграл первый приз. Затем гастролировал во Флоренции, Турине и Милане. В последнем городе выступал в известном театре Ла-Скала. Его туры по Европе принесли музыканту признание со стороны публики и критике.
В 1875 году вернулся в Америку и был назначен директором консерватории Гаити. В 1878 году выступал на Кубе в Гаване и Сантьяго-де-Куба, гастролировал по городам Испании, Мексики, Германии. Правительство Франции сделало его членом Почётного легиона, а правительство Германии присвоило ему титул барона. В Буэнос-Айресе он получил в дар скрипку Страдивари. Во время гастролей в Берлине женился на немке и был назначен камерным музыкантом императора, приняв гражданство Германии. Он умер в 1911 году в нищете, от туберкулеза, в Буэнос-Айресе. В 1930 году его останки были перенесены в Гавану и похоронены с большими почестями.